# Warmet
Warmet – polska spółdzielnia złotnicza produkująca biżuterię oraz galanterię ze złota, srebra oraz innych metali.

## Historia

### Przed powstaniem Warmet-u

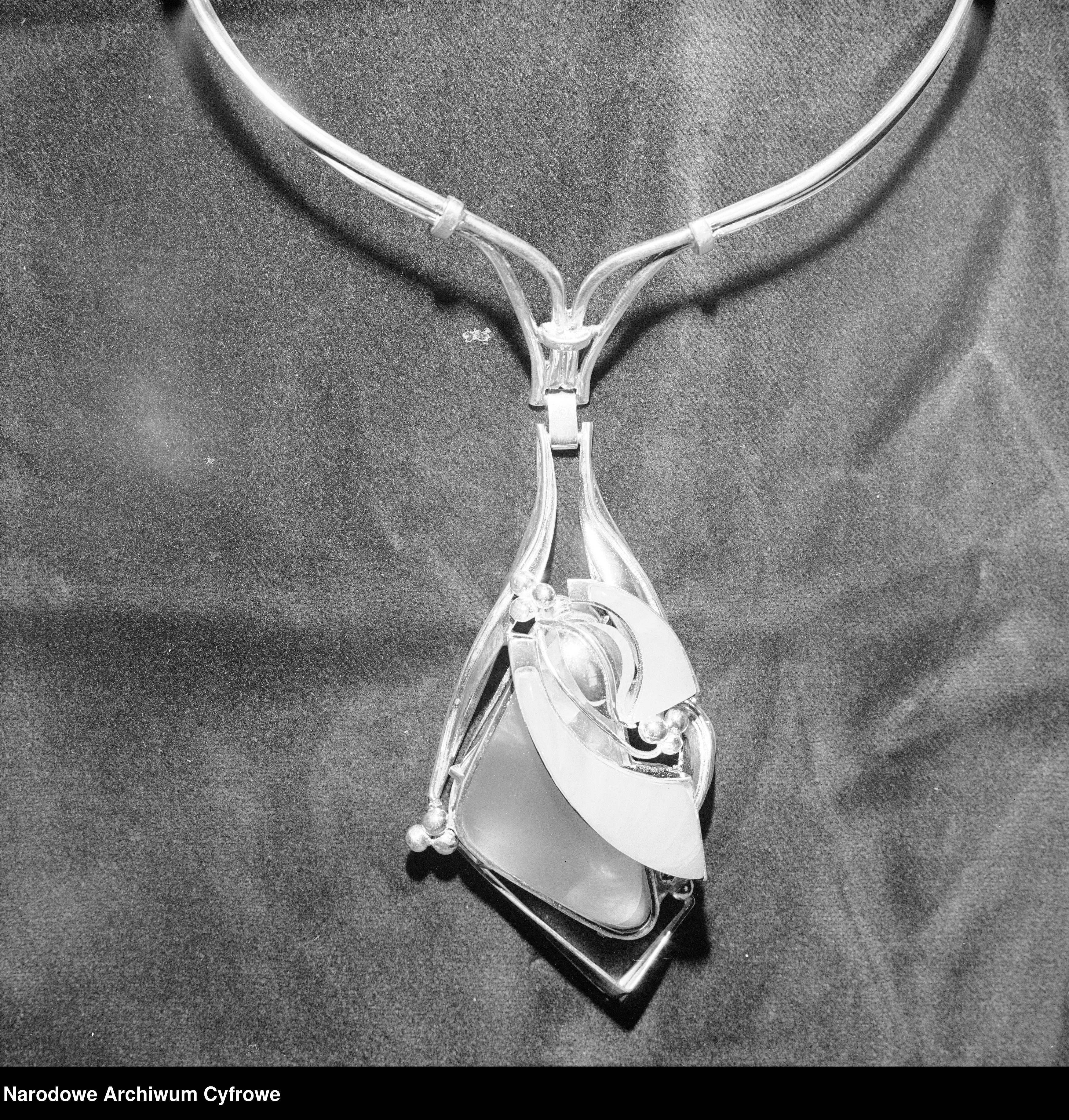
Naszyjnik Warmet

Do 1951 większość produkcji złotniczej została upaństwowiona przez Komisję Organizacji Centrali Jubilerskiej, która została przekształcona w Centralny Zarząd Przemysłu i Handlu Jubilerskiego w 1951. Większość zakładów złotniczych oraz rzemieślników została włączonych w spółdzielnie lub na bazie ich przedsiębiorstw tworzono zakłady państwowe. Na podstawie firmy "Kulesza" (ul. Kasztelańska – obecnie ul. Tytoniowa) utworzono Wytwórnię Wyrobów Jubilerskich, natomiast zakłady Nagalskiego (ul. Dobra) dały początek Wytwórni Wyrobów z Metali Szlachetnych. Do 1965 w rękach Centralnego Zarząd Przemysłu i Handlu Jubilerskiego było 58 zakładów i punktów usługowych oraz blisko 100 jubilerów. 

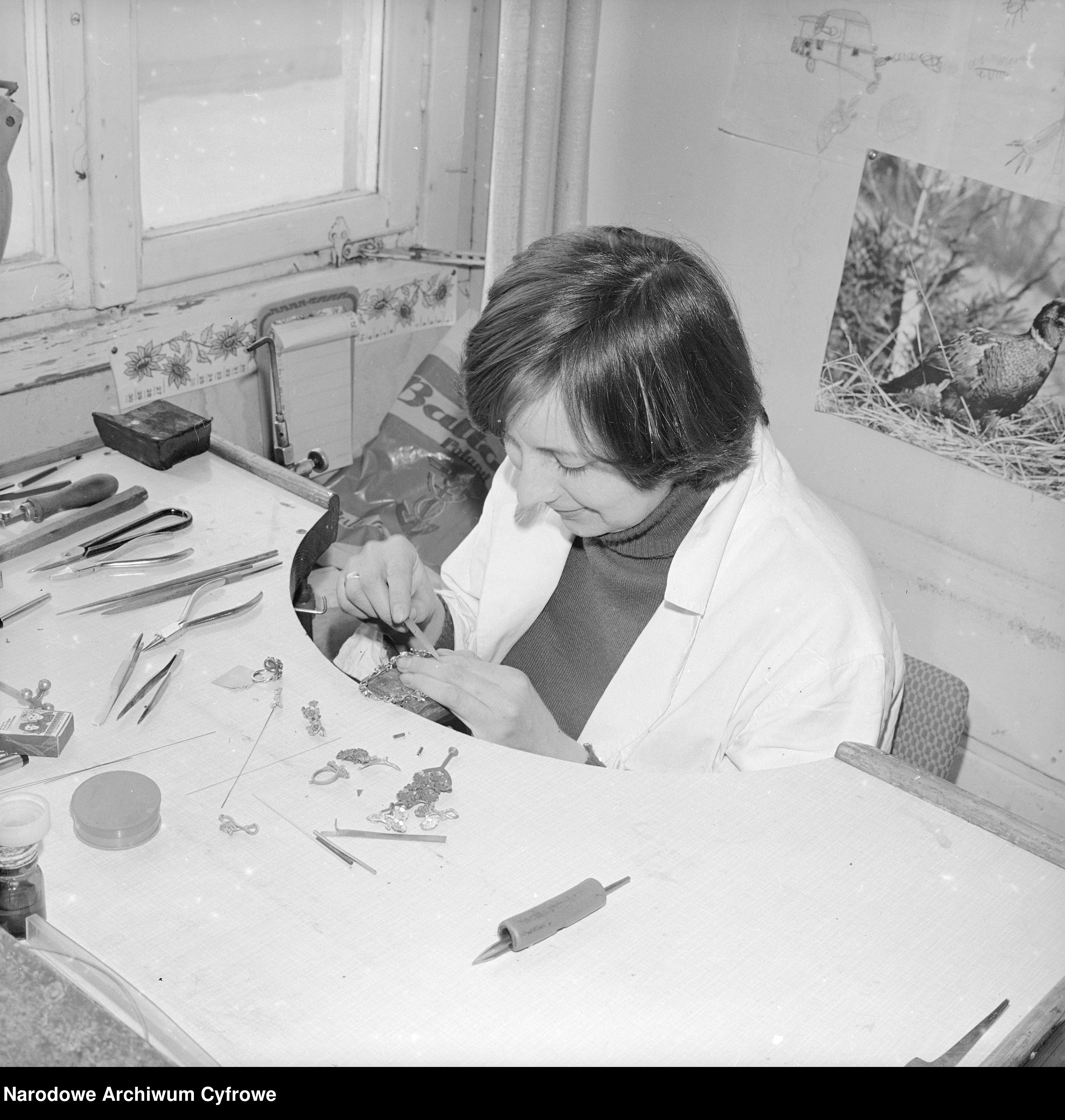
Halina Bandowicz podczas pracy jubilerskiej w zakładach Warmet

### Warmet
Ministerstwo Handlu Wewnętrznego w 1965 zarządziło przekazanie zakładów produkcyjnych Centrali „Jubiler” do zarządu Zjednoczenia Przemysłowego Wyrobów Metalowych w Krakowie. Połączono Wytwórnię Wyrobów z Metali Szlachetnych oraz Wytwórnię Wyrobów Jubilerskich, po fuzji przedsiębiorstwo otrzymało nazwę Fabryka Wyrobów z Metali Szlachetnych „WARMET” i mieściło się w dotychczasowej siedzibie Wytwórni Wyrobów Jubilerskich. Rozwój zakładu opierano o powoływanie oddziałów terenowych:
- Biamet – Białystok
- Resowia – Rzeszów
- Agat – Kłodzko
- Szlifiernia kamieni w Namysłowie (podległa pod Agat)
- Jantar – Sopot

Stara siedziba stawała się za mała dla rozwijającego się przedsiębiorstwa, w związku z tym uzyskano działkę na tyłach zajezdni autobusowej przy ulicy Ostrobramskiej, w latach 1978–1980 wzniesiono nową siedzibę pod adresem ul. Jubilerska 10.
W związku z rafinacją srebra i złota z rud miedzi w Legnicko-Głogowskim Okręgu Miedziowym, KGHM miał problem z zagospodarowaniem srebra, w związku z tym pojawiła się konieczność reorganizacji i przeniesienia Warmetu w zarząd Zjednoczenia Górniczo-Hutniczego w Katowicach, któremu podległy był również KGHM.
W latach 90. spółdzielnia została zamknięta.